# Narutoši Furukawa
Narutoši Furukawa (古川 成俊, Furukawa Narutoši, 1900, Karacu, prefektura Saga – 1996) byl japonský fotograf. Jeho otec byl fotograf Šumpei Furukawa. Narutoši vystudoval Tokijskou univerzitu múzických umění v roce 1922. V roce 1930 vstoupil do společnosti New Photography Research Society; několik jeho fotografických montáží bylo publikováno v časopisu, který organizace vydávala. V roce 1955 odešel z oboru fotografie, ale stal se profesorem na Tokijské vysoké fotografické škole. Zde byl jmenován emeritním profesorem v roce 1982.